# Nereus
Nereus er den græske gud for det rolige og solbeskinnede hav.
Som primær havgud er Nereus erstattet af Poseidon.